# 玛丽亚·巴斯科
玛丽亚·巴斯科（西班牙語：María Vasco，1975年12月26日—），西班牙女子田径运动员。她曾代表西班牙参加1996年、2000年、2004年、2008年和2012年夏季奥林匹克运动会田径比赛，其中2000年奥运会获得一枚铜牌。